# Carmen Moore (actrice américaine)
Pour les articles homonymes, voir Carmen Moore et Moore.
Carmen Kym Moore, de son vrai nom Kymberly Yazzie, (nation Navajo, États-Unis, 21 février 1986 - 28 août 2018) est une mannequin et actrice de pornographie trans américaine. Bien qu'elle a surtout joué dans des films pornographiques, elle a aussi joué dans des films classiques.

## Biographie
Carmen Moore est née et a grandi dans la nation Navajo, en Arizona. Sa sœur, Mya, a aussi joué dans des films pornographiques trans, étant aussi une femme trans,.
Elle est décédée le 28 août 2018.

## Filmographie

### Films
| Année | Titre                   | Rôle    | Notes |
| ----- | ----------------------- | ------- | ----- |
| 2018  | Transfinite             | Shayla  |       |
| 2014  | Drunktown's Finest (en) | Felixia |       |

### Série
| Année | Titre              | Rôle      | Notes                                                     |
| ----- | ------------------ | --------- | --------------------------------------------------------- |
| 2014  | How We Make Movies | Elle-même | Saison 2 épisode 11 Sundance Dispatch: Drunktown's Finest |

## Récompenses
| Année | Prix             | Résultat | Catégorie                                  |
| ----- | ---------------- | -------- | ------------------------------------------ |
| 2014  | AVN Award        | Nommée   | Actrice transsexuelle de l'année           |
| 2014  | NightMoves Award | Nommée   | Meilleure actrice transgenre               |
| 2014  | NightMoves Award | Nommée   | Meilleure actrice transgenre pour les fans |